# Капитолий штата Нью-Джерси
Капито́лий шта́та Нью-Дже́рси (англ. New Jersey State House) находится в городе Трентон — столице штата Нью-Джерси. В нём проводит свои заседания легислатура штата Нью-Джерси, состоящая из Генеральной ассамблеи и Сената штата Нью-Джерси. В нём также находятся офисы губернатора и вице-губернатора штата Нью-Джерси.  

## История и архитектура
Легислатура штата Нью-Джерси переместилась из Перт-Амбоя в Трентон в 1790 году. Первоначальный вариант Капитолия штата Нью-Джерси был построен в 1792 году по проекту Джонатана Доана (Jonathan Doane) — здание состояло из двух с половиной этажей, с центральным залом и колокольней наверху. На первом этаже заседали Генеральная ассамблея и Сенат, который тогда назывался «законодательным советом» (англ. Legislative Council). На втором этаже находился кабинет губернатора и судебные офисы. Части этой первоначальной постройки включены в современное здание Капитолия.
В 1845 году к изначальному зданию по проекту филадельфийского архитектора Джона Нотмана (John Notman) было пристроено северное крыло, которое имело ступенчатую структуру, поднимаясь от одного до трёх этажей. Вход в него был оформлен как крытая галерея с шестью рифлёными дорическими колоннами. Старая часть здания была соединена с новым крылом большой ротондой, увенчанной сферическим куполом. С противоположной стороны здания (со стороны реки) был пристроен фронтон с портиком и коринфскими колоннами.
Следующая значительная реконструкция здания началась в 1871 году. По проекту филадельфийского архитектора Сэмюэла Слоана (Samuel Sloan), северное крыло было перестроено, и к нему с двух сторон были добавлены новые крылья для двух законодательных палат.
21 марта 1885 года в здании Капитолия произошёл пожар, практически полностью уничтоживший значительную часть северного крыла. Восстановление северного крыла было проведено по проекту архитектора Льюиса Брума (Lewis Broome) из Джерси-Сити, выполненном в стиле архитектуры Второй империи (Стиль Наполеона III). Также были построены бо́льшая ротонда с куполом, чтобы придать зданию капитолия более пропорциональный вид.
Крыло Генеральной ассамблеи было полностью перестроено в позднем викторианском стиле по проекту архитектора Джеймса Мойлена (James Moylan), а в 1900 году его длина была увеличена на 29 м. В 1903 году по проекту архитектора Арнольда Мозеса (Arnold Moses) было перестроено крыло Сената.